# Abdul Hafiz Ghoga

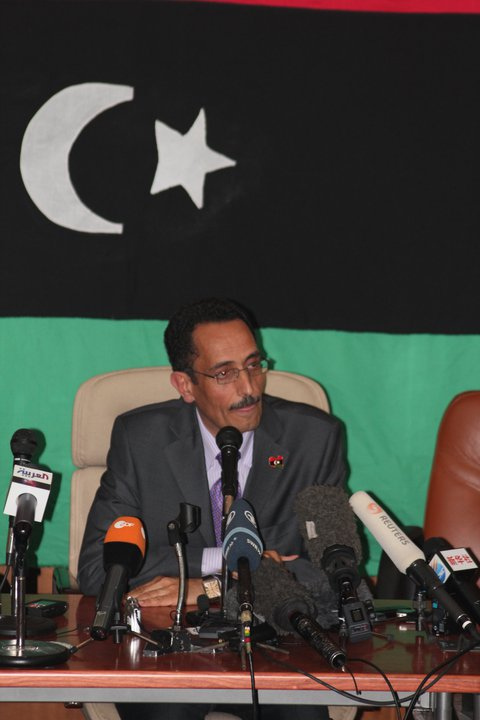
Abdul Hafiz Ghoga

Abdul Hafiz Ghoga (arabisch عبد الحفيظ غوقة, DMG ʿAbd al-Ḥafīẓ Ġūqa; * in Bengasi) ist ein libyscher Jurist und Politiker. Er war Anfang März 2011 Anführer und im April 2011 Sprecher und Vizechef des Nationalen Übergangsrates. Ghoga betätigte sich als Vorsitzender der Bengasischen Anwaltskammer und als Verteidiger politischer Gefangener.

## Leben
Abdul Hafiz Ghoga traf Muammar al-Gaddafi zum ersten Mal am 6. Februar 2011, elf Tage vor dem Aufstand. Gaddafi ließ Abdul Hafiz Ghoga abends zusammen mit dem Juristen Medhi Kashbur und zwei weiteren Juristen aus Bengasi in sein Zelt in Tripolis holen. Das Treffen dauerte neunzig Minuten. Abdullah Sanussi, ein Schwager von Gaddafi und Chef des Geheimdienstes, war ebenfalls anwesend. Die vier Juristen forderten Pressefreiheit, Meinungsfreiheit und eine Verfassung. Nach der Unterredung mit Gaddafi, der nach der Darstellung Ghogas sichtlich irritiert von den vorgebrachten Forderungen war, beschlossen die vier Juristen, den 17. Februar zum „Tag des Zorns“ in Bengasi auszurufen.
Ghoga war während des Bürgerkriegs in Libyen 2011 einer der ersten Aktivisten im Nationalen Übergangsrat und wurde nach verschiedenen Bezeichnungen zum Vizepräsidenten des Rates ernannt. Am Wochenende des 21. und 22. Januar 2012 kündigte er als Reaktion auf scharfe Proteste und die Erstürmung des Sitzes durch Demonstranten am 21. Januar seinen Rücktritt an.